# وراپامیل
وراپامیل (به انگلیسی: Verapamil)
رده درمانی: بلوک‌کننده کانال کلسیم
اشکال دارویی: قرص و آمپول

## وراپامیل
(RS)-۲-(۳٬۴-dimethoxyphenyl)-۵-[[۲-(۳٬۴-dimethoxyphenyl)ethyl]-
(methyl)amino]-۲-isopropylpentanenitrile

## موارد مصرف
کنترل آنژین کلاسیک(پایدار مزمن) کنترل آنژین وازواسپاستیک یا آنژین ناپایدار در بیمارانی که قادر به تحمل داروهای مسدودکننده گیرنده بتا آدرنرژیک یانیترات‌ها نیستند، یا علائم بیماری آن‌ها با این داروها از بین نمی‌رود. کنترل فشار خون ، آریتمی قلبی و برخی سردردها مانند سر درد خوشه‌ای و میگرن.

## فارماکوکینتیک و فارماکودینامیک
به دلیل متابولیسم عبور اول از کبد، فراهمی زیستی آن ۳۵-۲۰ درصد است. پیوند این دارو با پروتئین حدود ۹۰ درصد است نیمه عمر این دارو از راه خوراکی پس از مصرف مقدار واحد ۴/۷-۸/۲ ساعت و برای مقادیر تکراری ۱۲-۵/۴ ساعت است. نیمه عمر وراپامیل در تزریق وریدی دو مرحله‌ای است که در مرحله کوتاه‌تر حدود ۴ دقیقه و در مرحله طولانی‌تر ۵-۲ ساعت است. اثر وراپامیل از راه خوراکی پس از ۲ ساعت است و اثر ضدآریتمی آن از راه وریدی پس ۱۵-۱ دقیقه شروع می‌شود. اثر همودینامیک دارو نیز از راه وریدی پس از ۵-۳ دقیقه شروع می‌شود. زمان لازم برای رسیدن به اوج اثر از راه خوراکی ۹۰-۳۰ دقیقه و از راه تزریقی ۵-۳ پس از خاتمه تزریق است. طول اثر دارو از راه خوراکی ۱۰-۸ ساعت و طول اثر ضد آریتمی و همودینامیک به ترتیب حدود ۲ ساعت و ۲۰-۱۰ دقیقه پس از تزریق وریدی است. وراپامیل از راه کلیه به میزان ۷۰ درصد به صورت متابولیت طی ۵ روز دفع می‌شود.

## تداخل دارویی
خطر بروز برادی کاردی، انسداد دهلیزی-بطنی و ضعف عضله قلب ناشی از مصرف آمیودارون با مصرف همزمان وراپامیل افزایش می‌یابد. افزایش خطر بروز ضعف عضله قلب و آسیستول در صورت مصرف همزمان این دارو با دیسوپیرامید وجود دارد. افزایش غلظت پلاسمایی کینیدین (و کاهش شدید فشار خون) و دیگوکسین (انسداد دهلیزی-بطنی وبرادی کاردی) در صورت مصرف همزمان وراپامیل ممکن است بروز کند. اثر کاربامازپین و تئوفیلین با مصرف همزمان با وراپامیل، افزایش می‌یابد. اثر وراپامیل در مصرف همزمان با فنوباربیتال و فنی‌توئین کاهش می‌یابد. اسیستول، کاهش شدید فشار خون و نارسایی قلبی در صورت مصرف توأم با داروهای مسدودکننده گیرنده‌های بتا-آدرنرژیک بروز می‌نماید. در صورت مصرف پروکائین‌آمید یا کینیدین همراه با داروهای مسدودکننده اثرات کلسیمی باید احتیاط نمود، زیرا هر دو گروه از داروها دارای اثرات اینوتروپیک مثبت هستند. در صورت مصرف همزمان داروهای کاهنده پتاسیم خون، اثرات کاهنده فشار خون ممکن است تشدید شود.

## هشدارها
1. مصرف این دارو حتی در صورت احساس بهبودی باید ادامه یابد.
2. این دارو افزایش فشار خون را درمان نمی‌کند، بلکه آن را کنترل می‌نماید. از این رو مصرف این دارو ممکن است تا آخر عمر ضروری باشد.
3. کاهش دفعات بروز درد قفسه سینه ممکن است بیمار را تشویق به فعالیت بیش از حد کند. بنابراین، در مورد میزان تمرینات بدنی باید با پزشک مشورت شود.
4. از مصرف سایر داروها، به خصوص داروهای مقلد سمپاتیک که نیاز به نسخه ندارند، باید خودداری شود.
5. نبض بیمار باید کنترل شود و در صورتی که کمتر از ۵۰ بار در دقیقه بشد، مراجعه به پزشک ضروری است.
6. در صورت فراموش شدن یک نوبت مصرف دارو، به محض به یاد آوردن، آن نوبت باید مصرف شود، مگر این که تقریباً زمان مصرف نوبت بعدی فرا رسیده باشد، در این صورت، مقدار مصرف بعدی نباید دوبرابر گردد.
7. این دارو در کمی شدید فشار خون، انسداد درجه دو و سه گره دهلیزی-بطنی، سندرم w-p-w همراه با فلوتر یا فیبریلاسیون دهلیزی و پورفیری نباید مصرف شود.
8. در موارد زیر این دارو باید با احتیاط فراوان مصرف شود: برادی کاردی، نارسایی قلب، شوک کاردیوژنیک و حساسیت به داروهای مسدودکننده کانال کلسیمی.
9. اندازه‌گیری فشار خون، انجام ازمون EGG و اندازه‌گیری ضربان قلب در طول مصرف دارو ضروری است.
10. مقدار مصرف وراپامیل در بیماران مبتلا به عیب کار کبد باید کاهش داده شود.

## مقادیر مصرف
بزرگسالان: ابتدا ۱۲۰-۸۰ میلی‌گرم ۳ بار در روز مصرف می‌شود که این مقدار را می‌توان بر حسب نیاز وتحمل بیمار هر ۳ روز یا هر هفته افزایش داد. مقدار مصرف تام این دارو در روز ۴۸۰-۲۴۰ میلی‌گرم و بیشینه مقدار مصرف تا ۴۸۰ میلی‌گرم در مقادیر منقسم است. (در درمان کاردیومیوپاتی هیپرتروفیک تا mg/day۷۲۰). در بیماران سالخورده، ابتدا ۴۰ میلی‌گرم ۳ بار در روز مصرف می‌شود و سپس مقدار مصرف بر اساس نیاز و تحمل بیمار، تنظیم می‌شود. مقدار مصرف اشکال دارویی پیوسته رهش در درمان زیادی فشار خون در بزرگسالان، mg/day۱۸۰ می‌باشد که بر حسب نیاز و تحمل بیمار به‌طور روزانه یا هفتگی افزایش می‌یابد.
تزریقی:
بزرگسالان: ابتدا مقدار mg/day۱۰-۵ به آهستگی در مدت بیش از ۲ دقیقه تزریق وریدی می‌شود. تزریق وریدی باید با پیگیری مداوم الکتروکاردیوگرام و فشار خون همراه باشد. در صورت عدم بروز پاسخ کافی، می‌توان ۳۰ دقیقه پس از خاتمه تزریق مقدار اولیه، مصرف دارو را تکرار نمود. در بیماران سالخورده، تزریق باید در مدت بیش از ۳ دقیقه صورت گیرد.
کودکان: در شیرخواران تا سن یک سال، ابتدا mg/kg۰/۲-۰/۱ (مقدار واحد معمول ۲-۷۵/۰ میلی‌گرم) تجویز می‌شود. در کودکان ۱۵-۱ سال ابتدا mg/kg ۰/۳-۰/۱ (مقدار واحد معمول ۵-۲ میلی‌گرم) تزریق می‌شود که این مقدار نباید از مقدار تام ۵ میلی‌گرم تجاوز کند. مقادیر مصرف تکراری این دارو (۳۰ دقیقه پس از خاتمه تزریق مقدار اولیه) نباید از ۱۰ میلی‌گرم تجاوز کند.

## عوارض جانبی
یبوست،افزایش میل جنسی تهوع، استفراغ، برافروختگی، سردرد، سرگیجه، کسالت، خیز مچ پا و به ندرت عیب برگشت‌پذیر کار کبد. واکنش‌های آلرژیک، ژینکوماستی و هیپرپلازی لثه با مصرف این دارو گزارش شده‌است. پس از تزریق وریدی، کاهش فشار خون، برادی کاردی، انسداد قلبی و آسیستول نیز مشاهده شده‌است.